# Cadena SER
Cadena SER (acrónimo de Sociedad Española de Radiodifusión) o simplemente la SER, es una cadena de radio española, generalista y de ámbito nacional, propiedad del Grupo Prisa. Es la radio generalista pionera y más escuchada del país, con alrededor de cuatro millones de oyentes. Pertenece a Prisa Radio, junto a las emisoras musicales Los 40, Los 40 Classic, Los 40 Dance, Los 40 Urban, Cadena Dial y Radiolé. Se puede sintonizar a través de diales AM y FM, emisora TDT y DAB, por streaming y aplicaciones. Sus estudios centrales se encuentran en el Edificio Gran Vía 32, de Madrid.

## Historia
Su origen se encuentra en Radio Barcelona, que inició sus emisiones el 15 de octubre de 1924, recibiendo el indicativo EAJ-1 como primera emisora de radio autorizada en España (Radio España, EAJ-2 se le adelantó por cuatro días). Dos meses después, el 19 de diciembre de 1924, se constituye la sociedad «Unión Radio», que inaugura en la capital, su segunda emisora en el país con Radio Madrid, el 19 de junio de 1925. Sucesivamente se van integrando en «Unión Radio», las principales nuevas emisoras de la época, constituyendo el mayor grupo radiofónico de la década de 1930 en España. Tras la Guerra Civil, en 1940 cambió su denominación a «Sociedad Española de Radiodifusión», (Cadena S.E.R.). Durante la dictadura, programas de entretenimiento y seriales radiofónicos como Matilde, Perico y Periquín, Ama Rosa, Simplemente María o La Saga de los Porretas, tuvieron una gran difusión entre varias generaciones de españoles.

### Centenario
Cien años después del inicio el 15 de octubre de 1924 de las emisiones regulares de la emisora EAJ-1 Radio Barcelona, el 15 de octubre de 2024, y como colofón de los actos conmemorativos de su centenario, la SER emitió una programación especial en la que participaron figuras históricas de la cadena. El comienzo de esos actos conmemorativos tuvo lugar el 14 de febrero de 2024, con la celebración de la gala «100 años de radio», presentada por Andreu Buenafuente en el MUNAC de Barcelona, y que fue el primero de los eventos que tuvieron lugar por toda la geografía nacional, con motivo del primer siglo de vida de la radio pionera del país.

## Audiencia y emisoras

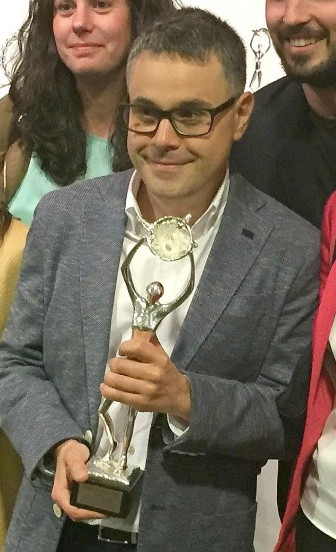
Javier Casal durante la gala de entrega de las Antenas de Plata 2015 en Madrid.

La Cadena Ser es líder de la radio española con 4.284.000 oyentes, según la segunda oleada del Estudio General de Medios (EGM) de 2024. Montserrat Domínguez es la directora, y entre los actuales locutores de la cadena se encuentran: Àngels Barceló y José Luis Sastre (Hoy por Hoy), Javier Casal (Hora 14), Pacojó Delgado (Ser Deportivos), Carles Francino (La Ventana), Aimar Bretos (Hora 25), Jesús Gallego (Hora 25 Deportes), Manu Carreño (El Larguero), Dani Garrido y José Antonio Ponseti (Carrusel Deportivo), Mara Torres (El Faro), Javier del Pino (A Vivir), Héctor de Miguel (Hora Veintipico) ó Andreu Buenafuente y Berto Romero (Nadie Sabe Nada).
La SER disponía a mediados de la década de 2000, de 247 emisoras en propiedad (93 de ellas obtenidas por absorción de Antena 3 Radio), más otras 194 emisoras asociadas. En cuanto a emisión digital, dispone desde el 7 de abril de 2017, de una emisora nacional a través de la televisión digital terrestre.

## SER +
La Cadena SER lanzó el lunes 1 de octubre de 2018 la red de emisoras SER+, una iniciativa que permite escuchar la programación habitual de la emisora, seguir los acontecimientos extraordinarios o de especial relevancia que ocurran en cada localidad y continuar disfrutando del deporte y la información en FM.
Según ha explicado la emisora, este lanzamiento responde al triple objetivo de "dar mayor cobertura informativa a los acontecimientos extraordinarios o especiales más destacados en cada localidad, reforzar la presencia local de la Cadena SER en el ámbito local y estabilizar la parrilla habitual de la SER frente a acontecimientos que ahora obligan a alterarla".
De esta forma ha detallado que SER+ supone un extra de contenidos locales porque permite dar mayor cobertura informativa a los acontecimientos extraordinarios o de especial relevancia que ocurran en cada localidad (ruedas de prensa de gran impacto, sucesos, competiciones deportivas, festividades).
Finalmente, la emisora manifestó que "los nuevos horarios de las competiciones deportivas han obligado a alterar en ocasiones la parrilla habitual provocando confusión en el oyente" y ha añadido que SER+ permitirá ofrecer de forma simultánea el deporte como la información en FM estabilizándose así la parrilla radiofónica.

## Logotipos
La Cadena SER empezó a tener logotipo en 1955, el cual consistía en las siglas «SER» metidas en un conjunto de circunferencias concéntricas inclinadas hacia la derecha, simulando las ondas de radio. En 1977, la SER adopta un logotipo similar al anterior pero con las siglas SER en una fuente realizada en exclusiva y doblada (es decir, las siglas aparecían como concéntricas). Cuando el Grupo Prisa adquirió la SER en 1983, las siglas se triplicaron, al estilo de la CNN. En 1992 se introdujo en un rectángulo azul oscuro con la palabra «CADENA» encima de las siglas, coloreadas en amarillo. En 2007 se adopta el logotipo actual, con unas tonalidades más suaves, una fuente más suavizada y las siglas «SER» sin estar dobladas (cabe destacar que este logotipo tiene dos variantes: la primera de ellas consiste en el logotipo actualizado con la palabra «CADENA» encima de las siglas, también más redondeada y de la misma tonalidad que las siglas «SER»; la segunda variante prescinde de la palabra «CADENA» dejando solamente las siglas «SER», adaptando así el logotipo a las diversas plataformas sociales, la página web de la emisora y la aplicación móvil debido a lo ampliamente reconocible que es el logotipo aún solamente con las siglas). Para el Centenario, el logotipo es el mismo de las siglas «SER» usado desde 2007, con el añadido del número 100 apoyado a su derecha, formando un signo de infinito con los ceros, para demostrar que la radio es evolución, y que nunca se detiene.

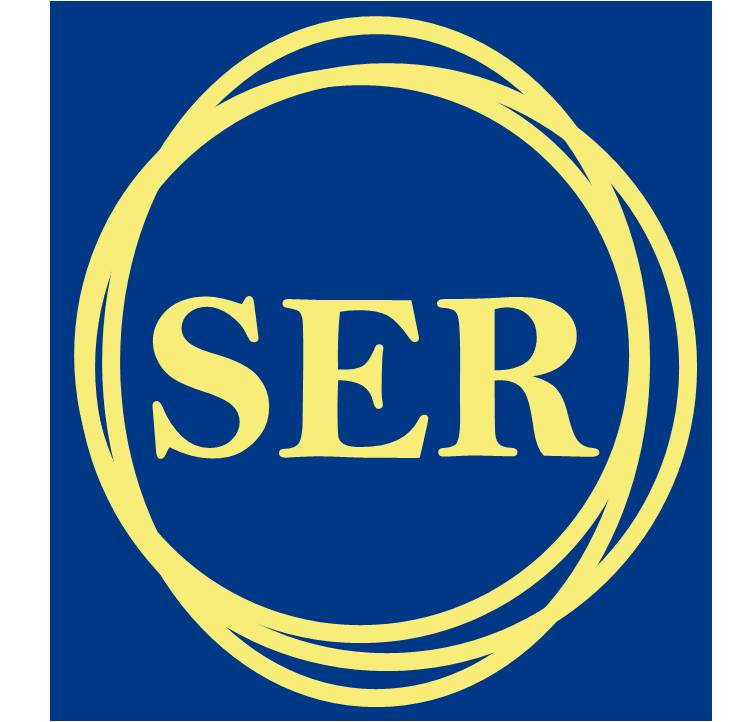
Logotipo de la Cadena SER de 1955 a 1977.
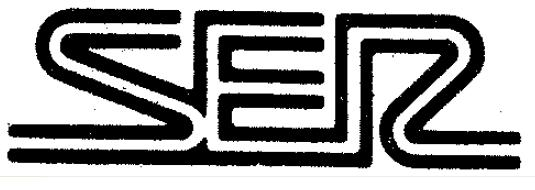
Logotipo de la Cadena SER de 1977 a 1983.
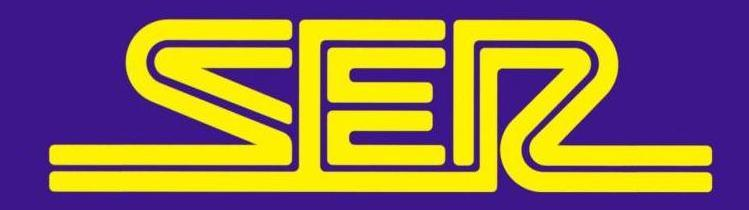
Logotipo de la Cadena SER de 1983 a 1992.
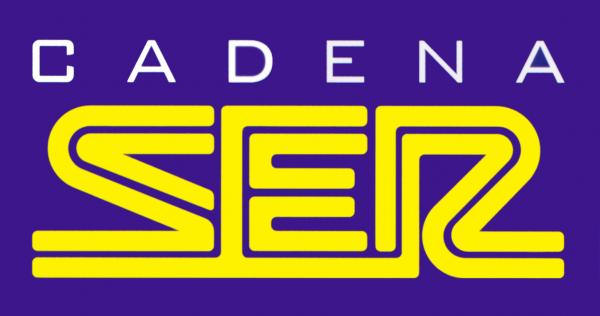
Logotipo de la Cadena SER de 1992 a 2007.
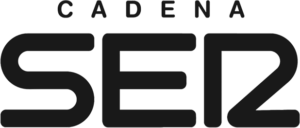
Logotipo completo de la Cadena SER de 2007 hasta la actualidad.
Logotipo simple de la Cadena SER de 2007 hasta la actualidad.
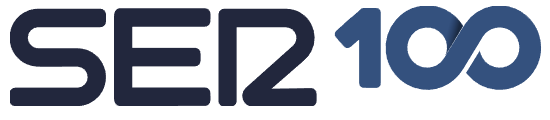
Logotipo del Centenario de la Cadena SER, durante 2024.

## Frecuencias

### Cadena SER

#### FM
Indicativo RDS PS: "SER", "CAD-SER" o "SER"+"Ciudad". RDS PI (General): E239. RDS PI Regional : Varía el segundo dígito o el código entero
Listado de estaciones con licencia planificada por el Ministerio de Asuntos Económicos y Transformación Digital:
 Andalucía
- Alcalá de los Gazules: 92.7 FM
- Algeciras: 93.0 FM
- Alhama de Granada: 100.2 FM
- Almería: 88.2 FM
- Andújar: 96.3 FM
- Aracena: 93.3 FM
- Archidona: 100.1 FM
- Arcos de la Frontera: 95.0 FM
- Ayamonte: 93.1 FM
- Baena: 104.5 FM
- Baza: 89.2 FM
- Cádiz: 90.8 FM
- Córdoba: 93.5 FM
- Cuevas del Almanzora: 87.6 FM
- Dalías: 89.2 FM
- Estepa: 98.3 FM
- Granada: 103.3 y 102.5 FM
- Granada/Íllora: 93.2 FM
- Guadix: 101.8 FM
- Huelva: 98.1 FM
- Jaén: 100.0 FM
- Jerez de la Frontera: 106.8 FM
- Jódar: 95.3 FM
- Linares: 102.3 FM
- Loja: 93.2 FM
- Lucena: 95.7 FM
- Málaga: 100.4 y 102.4 FM
- Marbella: 95.4 FM
- Montoro: 104.7 FM
- Motril: 102.0 y 103.2 FM
- Níjar: 88.8 FM
- Palma del Río: 91.9 FM
- Peñarroya-Pueblonuevo: 90.2 FM
- Ronda: 88.3 FM
- Roquetas de Mar: 99.0 FM
- Sevilla: 103.2 FM
- Úbeda: 101.5 FM
- Valverde del Camino: 90.2 FM
- Vélez-Málaga: 91.9 FM
- Villanueva de Córdoba: 93.5 FM

 Andorra
- Andorra la Vieja: 102.3 FM

 Aragón
- Aínsa: 94.0 FM
- Alcañiz: 95.9 FM
- Barbastro: 91.2 FM
- Benasque: 98.0 FM
- Calatayud: 101.0 FM
- Canfranc: 88.4 FM
- Caspe: 105.5 FM
- Ejea de los Caballeros: 94.1 FM
- Graus: 95.1 FM
- Huesca: 102.0 FM
- Jaca: 92.3 FM
- Sabiñánigo: 89.1 FM
- Sariñena: 104.6 FM
- Tarazona: 91.8 FM
- Teruel: 91.6 FM
- Utrillas: 103.1 FM
- Zaragoza: 93.5 FM

 Asturias
- Avilés: 103.9 FM
- Cangas de Onís: 97.8 FM
- Gijón: 96.5 FM
- Llanes: 91.5 FM
- Navia: 97.2 FM
- Oviedo: 100.9 FM
- Pola de Laviana: 87.6 FM

 Canarias
- Arrecife: 89.7 FM
- Guía de Isora: 103.0 FM
- La Orotava: 99.8 FM
- Las Palmas de Gran Canaria: 106.0 FM
- Los Cristianos: 95.9 FM
- Los Llanos de Aridane: 101.6 FM
- Maspalomas: 99.6 FM
- Observatorio del Teide: 87.7 y 91.1 FM
- San Miguel de Abona: 106.3 FM
- San Sebastián de La Gomera: 95.9 FM
- Santa Cruz de Tenerife: 101.1 FM
- Telde: 100.3 FM
- Valle Gran Rey: 98.8 y 99.2 FM
- Valverde: 92.0 FM

 Cantabria
- Castro-Urdiales: 90.3 FM
- Santander: 102.4 FM
- Santoña: 99.9 FM
- Torrelavega: 94.7 FM
- Val de San Vicente: 105.7 FM
- Valderredible: 106.8 FM

 Castilla-La Mancha
- Albacete: 100.3 FM
- Alcázar de San Juan: 88.4 FM
- Almadén: 103.8 FM
- Ciudad Real: 100.4 FM
- Cuenca: 103.8 FM
- Guadalajara: 95.5 FM
- Las Pedroñeras: 92.2 FM
- Motilla del Palancar: 94.3 FM
- Puertollano: 105.8 FM
- Talavera de la Reina: 96.7 FM
- Tarancón: 88.0 FM
- Toledo: 92.9 FM
- Valdepeñas: 104.5 FM

 Castilla y León
- Aranda de Duero: 87.8 FM
- Astorga: 93.5 FM
- Ávila: 94.2 FM
- Béjar: 88.3 FM
- Benavente: 90.5 FM
- Burgo de Osma: 93.1 FM
- Burgos: 97.1 FM
- Cuéllar: 90.6 FM
- León: 92.6 FM
- Medina del Campo: 89.2 FM
- Miranda de Ebro: 90.5 FM
- Palencia: 96.2 FM
- Peñafiel: 105.8 FM
- Ponferrada: 90.4 FM
- Salamanca: 96.9 FM
- Segovia: 104.1 FM
- Sepúlveda: 94.1 FM
- Soria: 99.9 FM
- Valladolid: 106.7 FM
- Zamora: 103.1 FM

 Cataluña
- Barcelona: 96.9 FM
- Gerona: 98.5 FM
- Lérida: 93.4 FM
- Manresa: 95.8 FM
- Mora de Ebro: 87.6 FM
- Palamós: 101.9 FM
- San Pedro de Ribas: 103.1 FM
- Tarragona/Reus: 97.1 FM

 Ceuta
- Ceuta: 96.2 FM

 Comunidad de Madrid
- Alcalá de Henares: 103.1 FM
- Aranjuez: 89.3 FM
- Leganés: 94.4 FM
- Madrid: 105.4 FM
- Móstoles: 102.3 FM
- San Sebastián de los Reyes: 89.6 FM

 Comunidad Valenciana
- Alcoy: 100.8 FM
- Alicante: 91.7 FM
- Benidorm: 103.8 FM
- Castellón de la Plana: 91.2 FM
- Denia: 98.4 FM
- Elche: 99.1 FM
- Elda: 90.2 FM
- Gandía: 104.3 FM
- Játiva: 94.6 FM
- Morella: 89.0 FM
- Onteniente: 89.5 FM
- Orihuela: 90.5 FM
- Valencia: 100.4 FM
- Vall de Uxó: 93.6 FM
- Villena: 87.8 FM
- Vinaroz: 106.2 FM

 Extremadura
- Alcántara: 106.3 FM
- Almendralejo: 105.7 FM
- Badajoz: 94.2 FM
- Cáceres: 94.4 FM
- Don Benito: 100.0 FM
- Hornachos: 92.4 FM
- Jaraíz de la Vera: 91.1 FM
- Jerez de los Caballeros: 95.1 FM
- Mérida: 95.6 FM
- Navalmoral de la Mata: 91.1 FM
- Plasencia: 91.4 FM
- Zafra: 97.4 FM

 Galicia
- Carballo: 97.0 FM
- Chantada: 93.5 FM
- Ferrol: 93.0 FM
- Finisterre: 95.7 FM
- Ginzo de Limia: 89.1 FM
- La Coruña: 93.4 FM
- Lugo: 95.6 FM
- Mondoñedo: 99.3 FM
- Monforte de Lemos: 97.0 FM
- Noya: 95.2 FM
- Orense: 103.9 FM
- Pontevedra: 95.6 y 98.7 FM
- Ribadavia: 96.6 FM
- Santiago de Compostela: 102.1 FM
- Tuy: 105.1 FM
- Vigo: 100.6 FM
- Villalba: 87.7 FM
- Vimianzo: 92.2 FM
- Vivero: 90.2 FM

 Islas Baleares
- Buñola/Mallorca: 103.2 FM
- Mercadal/Menorca: 95.7 FM
- Sant Llorenç de Balàfia/Ibiza: 102.8 FM

 La Rioja
- Calahorra: 93.7 FM
- Haro: 100.7 FM
- Logroño: 99.8 FM

 Melilla
- Melilla: 92.2 FM

 Navarra
- Alsasua: 97.3 FM
- Estella: 97.9 FM
- Pamplona: 100.4 FM
- Tafalla: 93.9 FM
- Tudela: 90.4 FM

 País Vasco
- Bilbao: 93.2 FM
- Éibar: 104.0 FM
- Irún: 88.1 FM
- San Sebastián: 95.6 FM
- Vitoria: 88.2 FM

 Región de Murcia
- Caravaca de la Cruz: 97.2 FM
- Cieza: 88.0 FM
- Lorca: 95.3 FM
- Mula: 104.5 FM
- Murcia: 100.3 FM

Listado de estaciones sin licencia planificada por el Ministerio de Asuntos Económicos y Transformación Digital:
 Andalucía
- Abra: 88.8 FM
- Baza: 89.6 FM
- El Viso: 106.0 FM
- Granada: 100.2 FM
- Hinojosa del Duque: 105.7 FM
- Loja: 93.4 FM
- Morón de la Frontera: 87.9 FM
- Osuna: 98.5 FM
- Puebla de Don Fadrique: 106.5 FM

 Aragón
- Albarracín: 91.4 FM
- Alcorisa: 106.0 FM
- Belmonte de San José: 103.4 FM
- Calamocha: 91.6 FM
- Daroca: 98.9 FM
- Mora de Rubielos: 106.5 FM

 Canarias
- Lanzarote: 89.9 FM

 Castilla-La Mancha
- Brihuega: 107.8 FM
- Elche de la Sierra: 93.8 FM
- Talayuelas: 87.5 FM

 Castilla y León
- Briviesca: 90.1 FM
- Burgo de Osma: 93.1 FM
- Lumbrales: 100.1 y 107.9 FM
- Medinaceli: 102.3 FM
- Puebla de Sanabria: 104.0 FM
- Valdeavellano de Tera: 104.0 FM
- Villablino: 95.0 y 96.6 FM

 Extremadura
- Alcántara: 106.3 FM

 Comunidad de Madrid
- Collado Villalba: 95.4 FM

 Región de Murcia
- Cartagena: 91.8 FM
- Yecla: 95.1 FM

#### AM
Andalucía
- Algeciras: 1260 AM
- Cádiz: 990 AM
- Granada: 1080 AM
- Jaén: 1026 AM
- Jerez de la Frontera: 1026 AM
- Linares: 1602 AM
- Sevilla: 792 AM

 Aragón
- Huesca: 1080 AM
- Zaragoza: 873 AM

 Asturias
- Oviedo: 1026 AM

 Canarias
- Santa Cruz de Tenerife: 1179 AM

 Cantabria
- Santander: 1485 AM

 Castilla-La Mancha
- Albacete: 1116 AM

 Castilla y León
- Burgos: 1287 AM
- León: 1341 AM
- Salamanca: 1026 AM
- Segovia: 1602 AM
- Valladolid: 1044 AM
- Zamora: 1485 AM

 Cataluña
- Barcelona: 666 AM 50 kW
- Lérida: 1287 AM
- Manresa: 1539 AM
- Tarragona/Reus: 1026 AM

 Comunidad de Madrid
- Madrid: 810 AM 50 kW

 Comunidad Valenciana
- Alcoy: 1485 AM
- Alicante: 1008 AM
- Castellón de la Plana: 1521 AM
- Elche: 1539 AM
- Gandía: 1584 AM
- Onteniente: 1602 AM
- Valencia: 1179 AM

 Extremadura
- Badajoz: 1008 AM

 Galicia
- La Coruña: 1080 AM
- Lugo: 1287 AM
- Orense: 1584 AM
- Pontevedra: 1116 AM
- Santiago de Compostela: 973 AM
- Vigo: 1026 AM

 La Rioja
- Logroño: 1179 AM

 Melilla
- Melilla: 1485 AM

 País Vasco
- Bilbao: 990 AM 25 kW
- San Sebastián: 1044 AM 10 kW

 Región de Murcia
- Cartagena: 1602 AM
- Murcia: 1260 AM

#### DAB
Cataluña
- Barcelona: 8A

 Comunidad de Madrid
- Madrid: 8A

 Comunidad Valenciana
- Gandía: 8B

#### TDT
- Red de cobertura estatal: RGE2

### SER Cataluña

#### FM
Andorra
- Andorra la Vieja: 92.1 FM

 Provincia de Barcelona
- Barcelona: 103.5 FM
- Manresa: 104.4 FM
- Vich: 92.3 FM

 Provincia de Gerona
- Figueras: 104.4 FM
- Gerona: 97.4 FM
- Olot: 95.5 FM
- Palamós: 101.9 FM
- Portbou: 104.0 FM
- Puigcerdá: 89.8 FM

 Provincia de Lérida
- Cervera: 99.2 FM
- Lérida: 103.6 FM
- Sort: 89.6 FM
- Viella: 97.2 FM

 Provincia de Tarragona
- Tarragona: 97.7 FM
- Tortosa: 95.7 FM
- Vendrell: 104.0 FM

### SER +

#### FM
Indicativo RDS PS:"SER +" o "SER + Ciudad". RDS PI (General): E236
 Andalucía
- Cádiz: 93.2 FM
- Córdoba: 102.0 FM
- Granada: 103.4 FM
- Málaga: 102.4 FM
- Sevilla: 96.5 FM

 Aragón
- Alagón: 87.9 FM
- Zaragoza: 98.6 FM

 Canarias
- Las Palmas de Gran Canaria: 99.8 FM
- Santa Cruz de Tenerife: 91.1 FM

 Castilla-La Mancha
- Toledo: 93.6 FM
- Alicante: 90.0 FM

 Castilla y León
- Salamanca: 102.3 FM
- Valladolid: 101.9 FM

 Comunidad de Madrid
- Comunidad de Madrid: 104.3 FM

 Comunidad Valenciana
- Valencia: 95.7 FM

 Extremadura
- Badajoz: 1008 AM

 Galicia
- Vigo: 93.7 FM

 Islas Baleares
- Esporlas/Mallorca: 96.1 FM

 País Vasco
- Bilbao:  107.0 FM
- San Sebastián: 102.0 FM

 Navarra
- Pamplona: 97.9 FM